# Државни празници у Северној Македонији
Државни празници у Републици Северној Македонији се обележавају из више разлога, укључујући верски и национални значај. Они су углавном праћени прославама. Празници су регулисани Законом о празницима из 1998. године.

## Државни празници
| Датум        | српски назив                     | македонски назив                                       | Датум 2019   | Датум 2022   | Напомена                                                                                           |
| ------------ | -------------------------------- | ------------------------------------------------------ | ------------ | ------------ | -------------------------------------------------------------------------------------------------- |
| 1. јануара   | Новогодишњи Дан                  | Нова Година                                            | 1. јануар    | 1. јануар    | |
| 7. јануар    | Божић (православни)              | Прв ден Божик                                          | 7. јануар    | 7. јануар    | |
| април/мај    | Васкршњи понедељак (православни) | Втор ден Велигден                                      | 29. април    | 25. април    | као горе                                                                                           |
| 1. мај       | Празник рада                     | Ден на трудот                                          | 1. мај       | 2. мај       | |
| 24. мај      | Дан светих Ћирила и Методија     | Св. Кирил и Методиј, Ден на сесловенските просветитељи | 24. мај      | 24. мај      | |
| 2. августа   | Дан Републике                    | Ден на Републиката                                     | 2. август    | 2. август    | Дан када је проглашена Република 1944. године, такође проглашење Илинденског устанка 1903. године. |
| 8. септембар | Дан независности                 | Ден на независност                                     | 8. септембар | 8. септембар | Дан независности од Југославије 1991.                                                              |
| 11. октобар  | Дан устанка против фашизма       | Ден на востанието                                      | 11. октобар  | 11. октобар  | Симболичан почетак македонског антифашистичког отпора током Другог светског рата 1941              |
| 23. октобар  | Дан македонске револуције        | Ден на македонската револуционарна борба               | 23. октобар  | 24. октобар  | Дан када је основана Унутрашња македонска револуционарна организација 1893. године.                |
| 8. децембар  | Дан Светог Климента Охридског    | Св. Климент Охридски                                   | 8 децембар   | 8 децембар   | |
| 1 Схавал     | Рамазански бајрам                | Рамазан Бајрам                                         | 4. јун       | 2. мај       | исламски календар                                                                                  |

Осим ових, постоји неколико великих празника верских и етничких заједница:
| Датум          | српски назив                     | македонски назив               | Датум 2019    | Датум 2022    | Славе је                                           |
| -------------- | -------------------------------- | ------------------------------ | ------------- | ------------- | -------------------------------------------------- |
| 6. јануар      | Бадње вече                       | Бадник                         | 6. јануар     | 6. јануар     | православни хришћани                               |
| 19. јануар     | Крштење Исуса                    | Водици                         | 19. јануар    | 19. јануар    | православни хришћани                               |
| 8. април       | Међународни дан Рома             | Мегјународен ден на Ромите     | 8. април      | 8. април      | Етнички Роми                                       |
| 28. август     | Узнесење Маријино                | Успение на Пресвета Богородица | 28. август    | 28. август    | православни хришћани                               |
| 28. септембар  | Међународни дан Бошњака          | Мегјународен ден на Бошњаците  | 28. септембар | 28. септембар | етнички Бошњаци                                    |
| 1. новембар    | Свих свети                       | Сајт Светци                    | 1. новембар   | 1. новембар   | католици и протестанти                             |
| 22. новембар   | Дан албанског писма              | Ден на Албанската азбука       | 22. новембар  | 22. новембар  | етнички Албанци                                    |
| 21. децембар   | Дан образовања на турском језику | Ден настава на турском јазику  | 21. децембар  | 21. децембар  | етнички Турци                                      |
| 25. децембар   | Божић                            | Божик                          | 25. децембар  | 25. децембар  | католици и протестанти                             |
| променљив      | Велики петак                     | Велики Петок                   |               | 22. април     | православни хришћани                               |
| променљива     | Духови                           | Духовден                       | 14. јун       | 10. јун       | Православни хришћани, 7 недеља после Великог петка |
| 10 Тисхри      | Јом Кипур                        | Јом Кипур                      | 9. октобар    | 5. октобар    | Јевреји                                            |
| 10 Ду ал-Хијах | Курбан-бајрам                    | Курбан Бајрам                  | 11. август    | 9. јул        | муслимани                                          |